# Kazatelská stanice
Kazatelská stanice je pojem používaný v evangelických církvích (např. v Českobratrské církvi evangelické) pro společenství věřících a místo, kde se konají bohoslužby, ale které není sídlem farního sboru, není zde fara a (až na výjimky) zde nebydlí farář. V kazatelské stanici často není ani kostel, bývá zde modlitebna, bohoslužby mohou být omezeny na dvoje či jedny měsíčně. Pokud má farní sbor kazatelskou stanici, je jich obvykle 1–4.
V některých církvích (např. ve SCEAV) existuje mezistupeň mezi kazatelskou stanicí a farním sborem, který se nazývá filiální sbor či farní filiálka.